# Куліга (Кезький район)
Кулі́га (рос. Кулига) — село в Кезькому районі Удмуртії, Росія.

## Населення
Населення — 897 осіб (2010; 1108 в 2002).
Національний склад станом на 2002 рік:
- росіяни — 83 %

## Урбаноніми
- вулиці — Азіна, Базарна, Бібліотечна, Гоголя, Енгельса, К.Бісерова, Камська, Карла Маркса, Карпушатська, Кезька, Кірова, Комсомольська, Леніна, Лікарняна, Льва Толстого, Макарова, Молодіжна, Пастухова, Праці, Пушкіна, Радянська

## Історія

Пророко-Іллінська церква початку XX століття

В Кулізі та околицях була численна парафія Старообрядницької Древлеправославної Поморської церкви. Поширюючи православ'я і борючись із старовірами в селі була відкрита православна парафія за визначенням Священного Синоду від 5 квітня 1837 року. В її склад увійшли села, які раніше входили до парафії сіл Верхокамське, Понінське та Балезінське. Перша дерев'яна церква була перевезена з села Балезіно в 1837 році, нова ж побудована в 1838 році з одним престолом на честь Різдва Христового, освячена 11 березня 1839 року. В 1890 році була побудована нова дерев'яна церква з одним престолом замість старої. Престол освячений 22 квітня 1890 року на честь Святого Пророка Іллі. Пророко-Іллінська церква була закрита радянською владою в 1920 році.